# Alfred von Seefeld

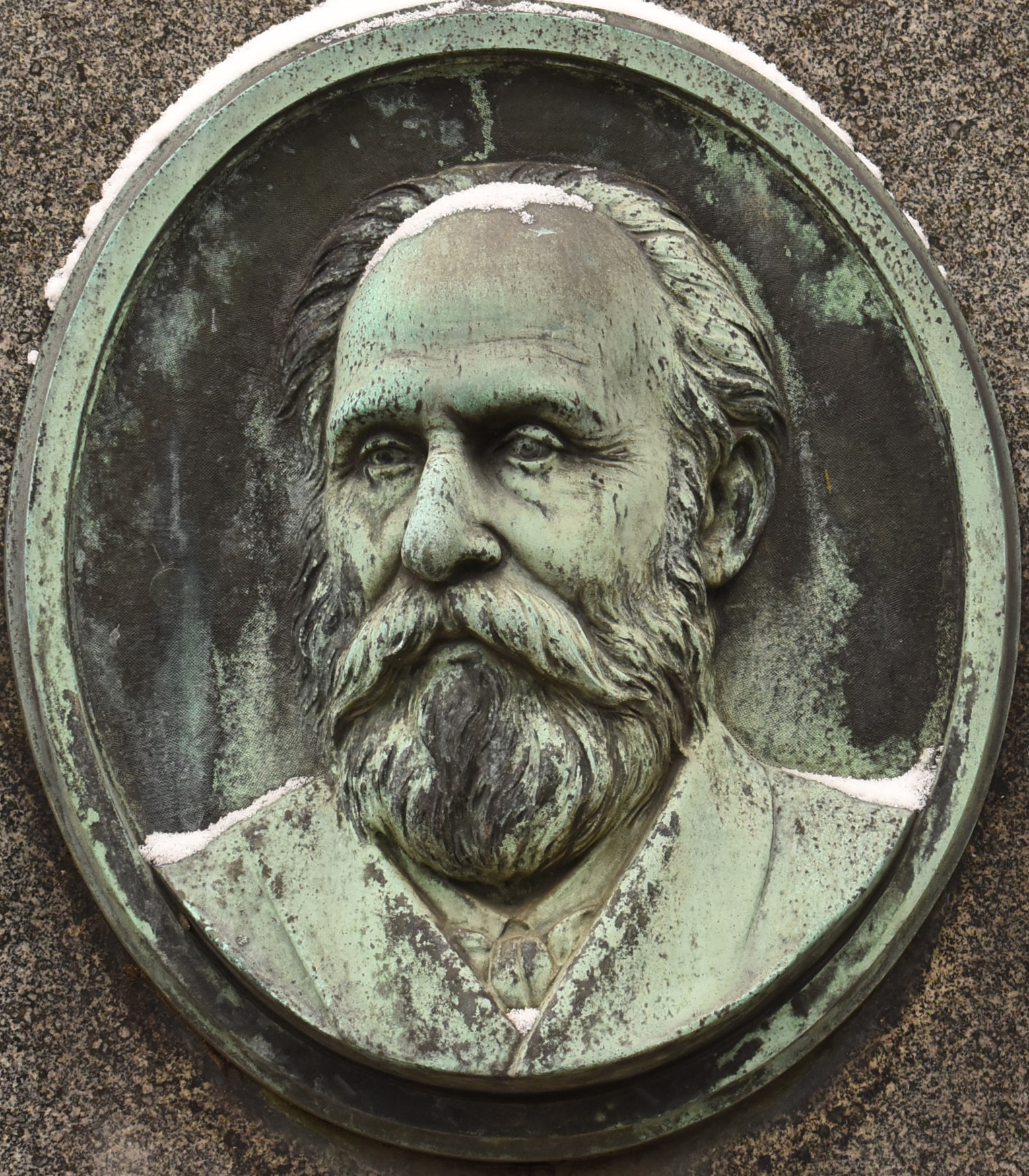
Alfred von Seefeld, Bronzerelief an seinem Grabmal auf dem Stadtfriedhof Engesohde in Hannover

Alfred Genseric August Wilhelm von Seefeld (* 25. August 1825 in Berlin; † 12. August 1893 in Hannover) war ein deutscher Buchhändler, Verleger und Publizist. Er wurde am 19. Mai 1890 in den preußischen Adelsstand erhoben.

## Leben
Alfred von Seefeld war ein natürlicher Sohn des britischen Generals Wilhelm Graf von Bentinck und der Caroline Wilhelmine Schultz, mit der dieser unter dem Namen Graf von Seefeld in einer Gewissensehe lebte. Von 1842 bis 1851 war Alfred von Seefeld zunächst Lehrling, dann Gehilfe in der Helwing’schen Buchhandlung in Hannover unter dem damaligen Inhaber Carl Mierzinsky.
1848 gründete von Seefeld gemeinsam mit dem frisch aus Halberstadt zugezogenen Ernst Victor Schmorl und anderen den Männer-Turnverein Hannover von 1848. Am 1. Februar 1852 eröffnete von Seefeld gemeinsam mit seinem Freund die Buchhandlung Schmorl & von Seefeld in der Bahnhofstraße 14 am Kröpcke. 1858 wurde der Buchhandlung unter demselben Namen ein Verlag angegliedert. 1857 trat von Seefeld dem Hannoverschen Künstlerverein bei und verfasste für diesen zum 50-jährigen Jubiläum 1892 eine Chronik. Nach dem Tode seines Freundes und Geschäftspartners führte von Seefeld die Buchhandlung allein weiter, unterstützt durch die beiden Prokuristen Carl und Georg Knothe, die die Firma schließlich 1890 kauften.
Alfred von Seefeld war seit dem 16. September 1862 mit Emilie Eddelbüttel (* 11. April 1840; † 23. Februar 1868) verheiratet. Das Paar hatte einen Sohn: Hermann Viktor Heinrich (* 21. Dezember 1863; † 1943), dieser wurde Wirklicher Geheimer Oberregierungsrat und war mit Ide Karoline Creszentina Wurm (* 22. Februar 1869; † unbekannt) verheiratet.

## Vegetarismus und Tierschutz
Von Seefeld war einer der frühen Vegetarier aus tierethischen Gründen in Deutschland. Er hielt Vorträge und schrieb ein bekanntes vegetarisches Kochbuch. 1870 wurde als Anhang der ersten auf Deutsch erschienenen Schrift gegen die Vivisektion, übersetzt aus dem Englischen, eine kurze Kritik von Seefelds an Tierversuchen im deutschsprachigen Raum veröffentlicht. 1879 spaltete sich die deutsche Tierschutzbewegung an der Frage, ob sie die Vivisektion bekämpfen oder tolerieren sollte. Die vivisektionskritischen Vereine wurden nicht in den „Verband der Tierschutzvereine des Deutschen Reichs“ aufgenommen, dessen Gründung damals in Gotha durch eine Versammlung vieler Tierschutzvereine vorbereitet wurde. Die Vivisektionsgegner, darunter viele Frauen, gründeten daraufhin den konkurrierenden „Internationalen Verein zur Bekämpfung der wissenschaftlichen Tierfolter“. Von Seefeld saß sowohl in dessen Vorstand als auch im Vorstand des Hannoveraner Antivivisektionsvereins. Sein Verlag gab einen großen Teil der damaligen deutschsprachigen Literatur gegen Tierversuche heraus. Von Seefeld war auch mit Marie Espérance von Schwartz befreundet, die ab 1875 entscheidend zur Entstehung der deutschen Antivivisektionsbewegung beigetragen hatte und ebenfalls im Vorstand des Internationalen Vereins saß. Sie war eine seiner bekanntesten Autorinnen. Wegen eines Buchprojekts besuchte er sie 1888 auf Kreta und publizierte darüber einen Reisebericht unter dem Titel „Dem Frühling entgegen! – Winterreise nach Kreta“.

## Werke (Auswahl)
Neben der Jubiläums-Chronik für den Hannoverschen Künstlerverein publizierte Seefeld im hauseigenen Verlag verschiedene Gedichte und Schriften, darunter auch eigene Reiseberichte. Sein erfolgreichstes Werk war sein vegetarisches Kochbuch, das mit einundzwanzig Auflagen große Verbreitung fand, auch noch nach seinem Tod.
- Einfachstes Kochbuch. Nebst Einführung in die naturgemäße Lebensweise, Schmorl & von Seefeld Nachf., Hannover, 18. Auflage 1896.
- Dem Frühling entgegen! – Winterreise nach Kreta, Schmorl & von Seefeld Nachf., Hannover 1891.
- Studien über Gesundheit und Krankheit, Theobald Grieben, Berlin 1869.